# تولیدمثل غیرجنسی

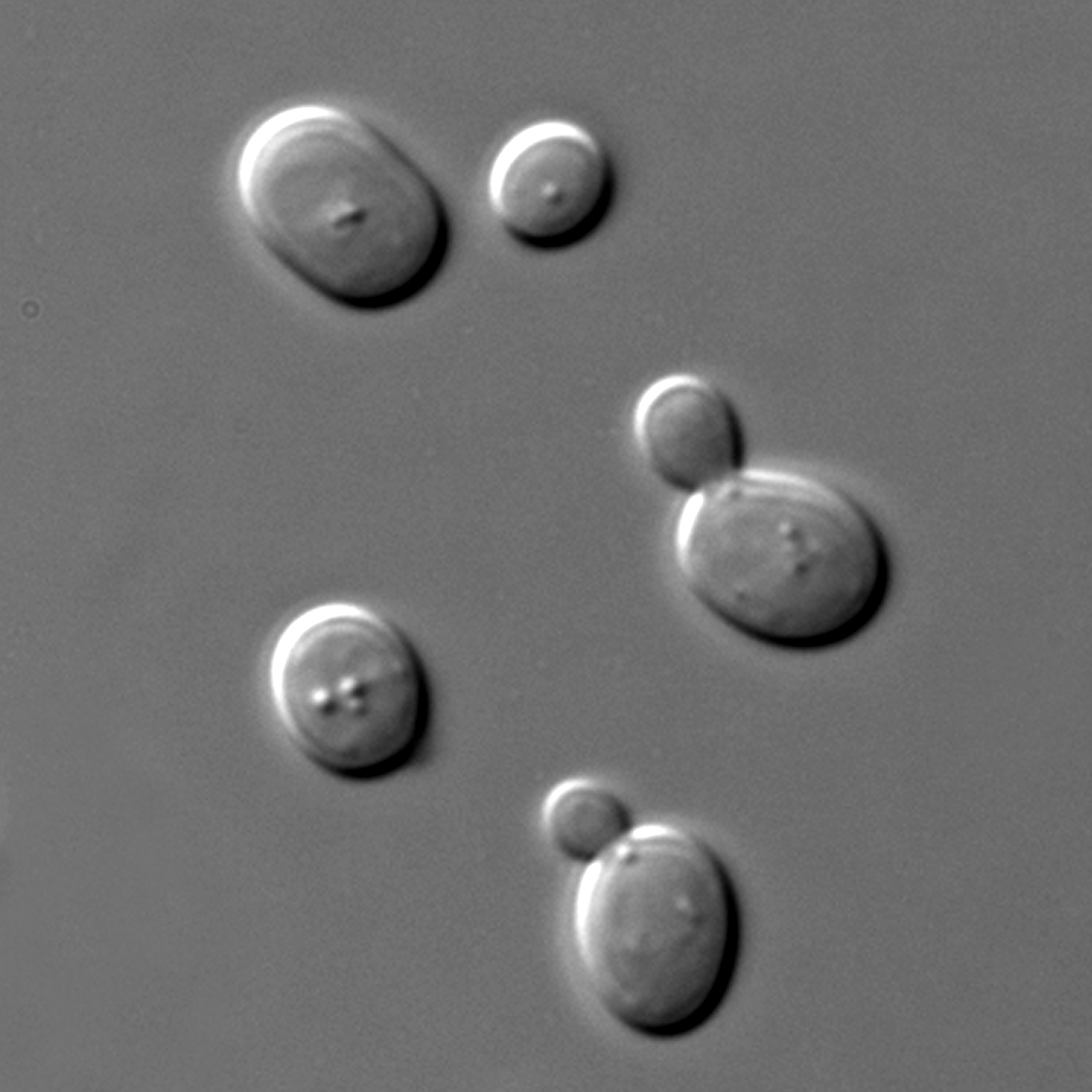
جوانه زدن تک‌سلولی‌ها در مخمر نان نانوایی

بسیاری از گونه‌های ابتدایی‌تر، تولید مثل غیرجنسی دارند. به این معنا که در این‌گونه‌ها نر و ماده وجود ندارد و اگر هم وجود دارد تولید مثل لزوماً وابسته به آمیزش جنسی نر و ماده با یکدیگر نیست. برای مثال می‌توان به باکتریها یا بسیاری از گونه‌های حشرات یا حتی برخی از خزندگان اشاره کرد. این شکل از تولیدمثل در جانوران چند سلولی نادر است. به‌طور کامل مشخص نیست که چرا در روند تکامل این روشی تغییر یافته گرچه فرضیه‌هایی به عنوان اشکالات این شیوهٔ تکامل مطرح هستند.
بسیاری از جاندارانی که تولید مثل غیرجنسی می‌کنند، توانایی تولید مثل جنسی نیز دارند و انتخاب روش تولید مثلشان به شرایط محیطی بستگی دارد. به‌طور مثال گونهٔ کوسه سرچکشی در نبود جنس نر، تنها کوسهٔ ماده قادر به تولید مثل غیرجنسی خواهد بود.

## انواع
- شکافت (Fission): در این روش تک‌سلولی پس از رشد به دو تکه تقسیم می‌شود و هر دو تکه جدید رشد کرده و مانند سلف خود می‌شوند و تمامی ویژگی‌های آن را به ارث می‌برند. این روش در برخی باکتری‌ها و جلبک‌ها وجود دارد.
- جوانه‌زنی (Budding): نوعی دیگر از تولید مثل غیرجنسی در مخمرها وجود دارد که در آن تک‌سلولی مادر در کنار خود سلول دختر را تدریجاً بزرگ می‌کند تا تمام ویژگی‌هایش را بدست آورد.
- پخش گیاهی (Vegetative propagation): روشی که در آن اغلب گیاه دختر از تکه‌ای جدا شده از گیاه مادر به دنیا می‌آید.
- اسپوروجنسیس (Spore formation)
- چند پارگی (Fragmentation}
- پارتنوجنسیس (Parthenogenesis): در برخی از حشرات، گیاهان، بی‌مهرگان و حتی مهره‌دارانی از دسته خزندگان، دوزیستان و پرندگان هم رواج دارد که گاه ماده یک تخم را بدون اسپرم جنس نر تولید می‌کند.